# Royal Olympic Club de Charleroi
El Royal Olympic Club de Charleroi és un equip de futbol belga de la ciutat de Charleroi.

## Història
El club va ser fundat el 1912 com Olympic Club de Charleroi, amb número de matrícula 246.
Evolució del nom:
- 1911: Caroloregian Lodelinsart Club Olympique
- 1912: Olympic Club de Charleroi
- 1921: Olympic Carolingien de Lodelinsart
- 1922: Olympic Club de Charleroi
- 1937: Royal Olympic Club de Charleroi
- 1972: Royal Olympic Club de Montignies-sur-Sambre
- 1982: Royal Olympic Club de Charleroi
- 2000: Royal Olympic Club de Charleroi-Marchienne (fusió amb Royale Association Marchiennoise des Sports
- 2016: Royal Olympic Club de Charleroi[3][4]

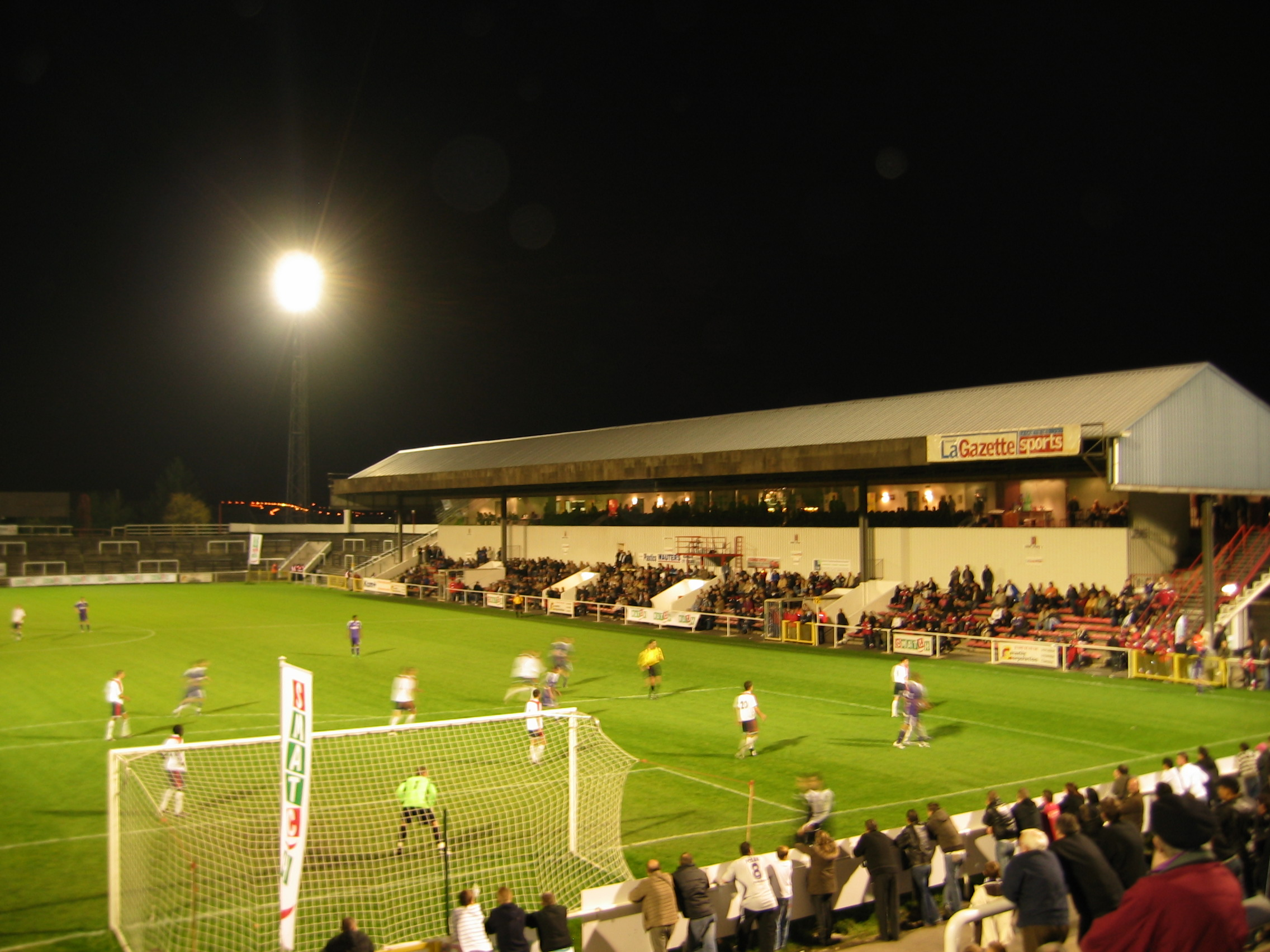
Stade de la Neuville en un partit amistós davant el RSC Anderlecht.